# جینا مک‌کی
جینا مک‌کی (انگلیسی: Gina McKee؛ زادهٔ ۱۴ آوریل ۱۹۶۴) یک هنرپیشه اهل بریتانیا است. وی از سال ۱۹۷۹ میلادی تاکنون مشغول فعالیت بوده‌است.
از فیلم‌ها یا برنامه‌های تلویزیونی که وی در آن نقش داشته‌است می‌توان به ناتینگ هیل، اسرار غیبی انجمن خواهرانه یایا، زنان و حرف‌های آنچنانی، صحنه‌های یک ماهیت جنسی و لانه کرم سفید اشاره کرد.